# Cryptandra exilis
Cryptandra exilis är en brakvedsväxtart som beskrevs av Dennis Ivor Morris. Cryptandra exilis ingår i släktet Cryptandra och familjen brakvedsväxter. Inga underarter finns listade i Catalogue of Life.